# Pidof
pidof és una utilitat dels sistemes operatius UNIX, o Unix-like com GNU/Linux que retorna l'identificador de procés (conegut com a PID) d'un procés en execució. Com a alternativa a aquesta comanda sovint s'utilitza la comanda pgrep o la comanda ps en combinació amb la comanda grep.
En sistemes Debian o derivats la comanda pidof és proporcionada pel paquet sysvinit-utils tal com ho demostren la següent seqüència de comandes: 
```
$ which pidof
/bin/pidof
$ dpkg -S /bin/pidof

sysvinit-utils
: /bin/pidof
```

Sovint la comanda pidof no és res més que un enllaç simbòlic a la comanda original de System V killall5, que és una comanda utilitzada pels runlevel Scripts:
```
$ ls -la /bin/pidof
lrwxrwxrwx 1 root root 16 2008-11-18 08:54 /bin/pidof -> ../sbin/killall5
```

## Exemples
```
$ 
pidof ntpd
 
3580 3579
```

```
$ 
pidof emacs

22256
```